# NGC 6842
NGC 6842 (nota anche come Sh2-95) è una nebulosa planetaria visibile nella costellazione della Volpetta.
Si individua nella parte settentrionale della costellazione, sul confine col Cigno; le sue ridotte dimensioni la rendono un oggetto particolarmente difficile da individuare e da fotografare. Il periodo più indicato per la sua osservazione nel cielo serale ricade fra giugno e novembre; la sua declinazione moderatamente boreale fa sì che essa possa essere osservata con maggiore facilità dalle regioni a nord dell'equatore.
La distanza di questa nebulosa è stata oggetto di numerose stime, spesso contrastanti fra loro; alcuni studi la indicano a una distanza di 2300 parsec (7500 anni luce), mentre altri hanno indicato una distanza di 1850 parsec (circa 6000 anni luce). La stima più accurata sarebbe quella del 2008, indicante un valore pari a 1250 parsec (4075 anni luce).